# Симони (станция)

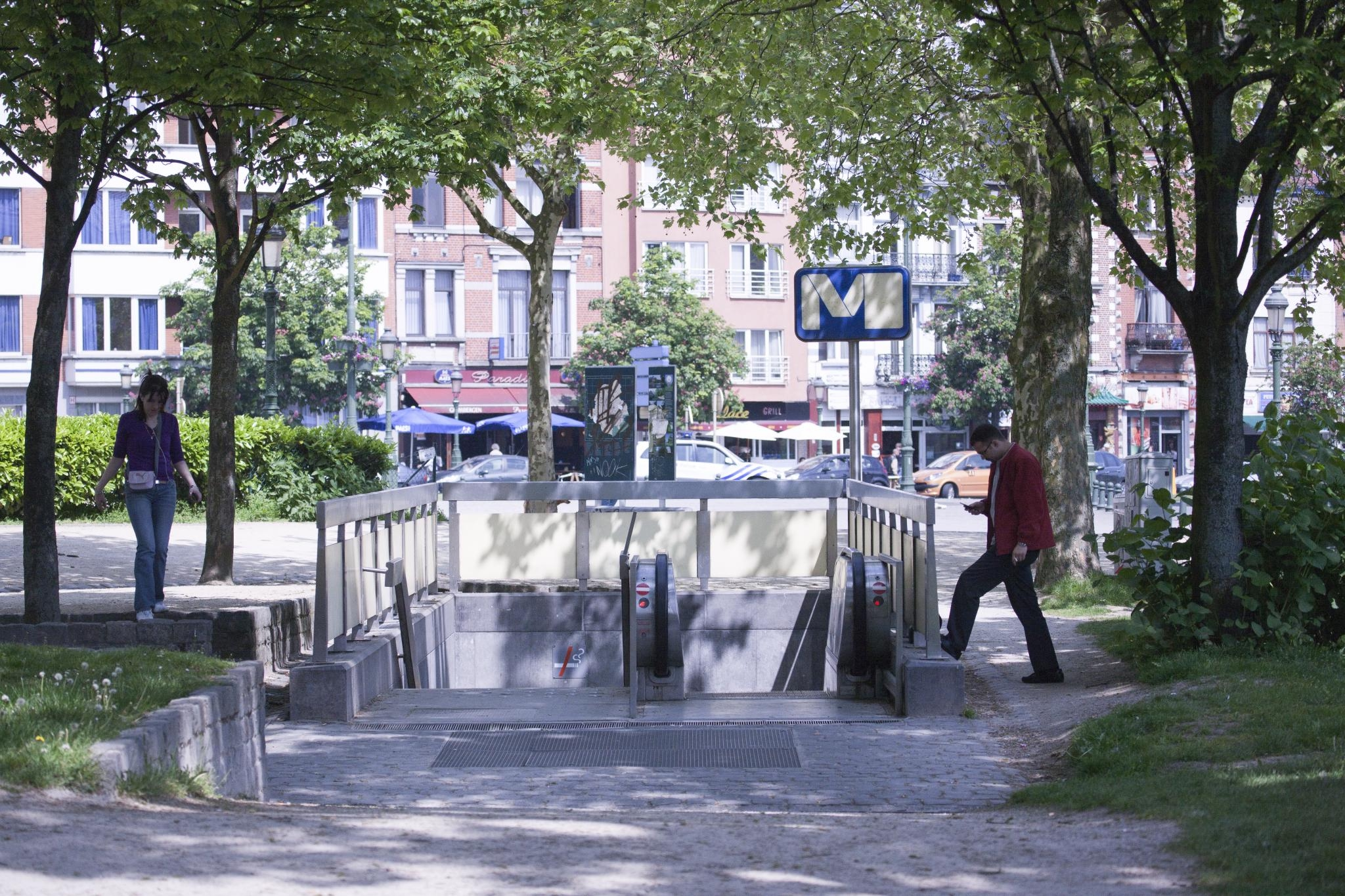
Симони

Симони (фр. Simonis), Симонис (нидерл. Simonis) — станция метро, подземного трамвая и (в будущем) железной дороги в Брюсселе (коммуна Кукельберг). Является станцией пересадок между маршрутами метро 6 и 2 (конечная станция маршрута 2) и трамвайным маршрутом 19.
Станция метро/подземного трамвая связана пешеходным тоннелем с недействующей одноимённой железнодорожной станцией. Железнодорожная станция Симонис действовала с 1871 по 1983 год. В будущем в рамках проекта создания в окрестностях Брюсселя «региональной экспресс-сети» (аналог немецкого S-Bahn) планируется повторное открытие станции.